# Concordia-Tempel (Rom)

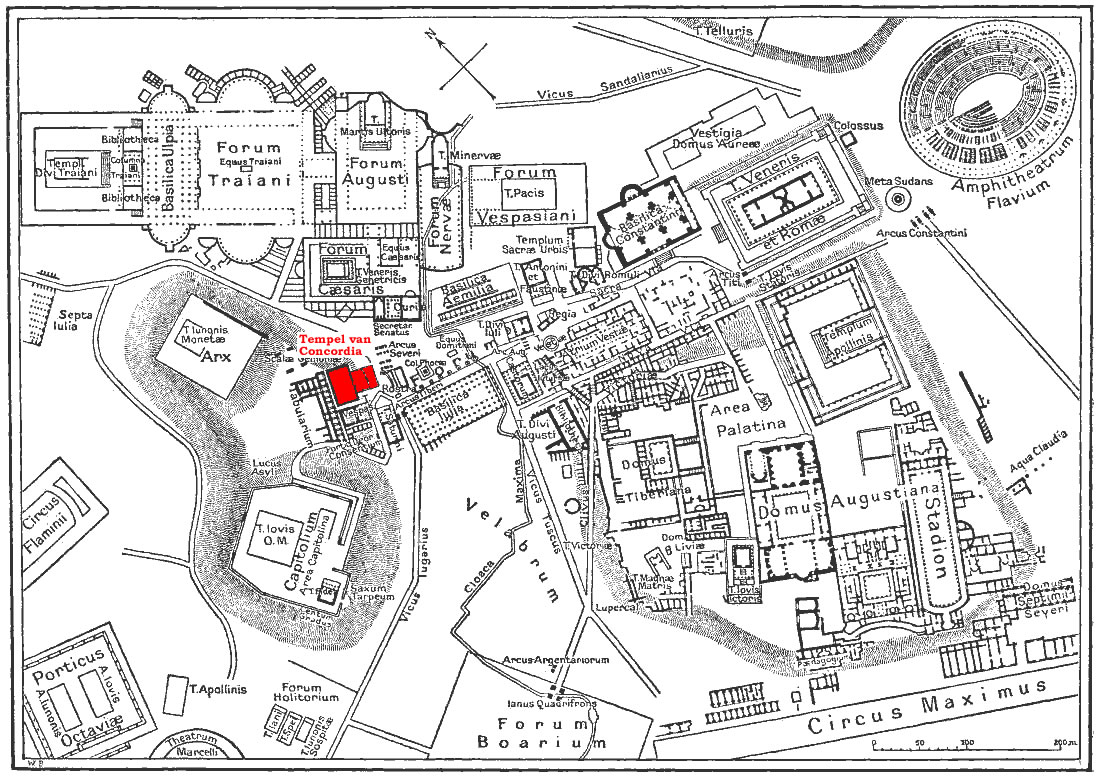
Lage des Concordiatempels auf dem Forum Romanum

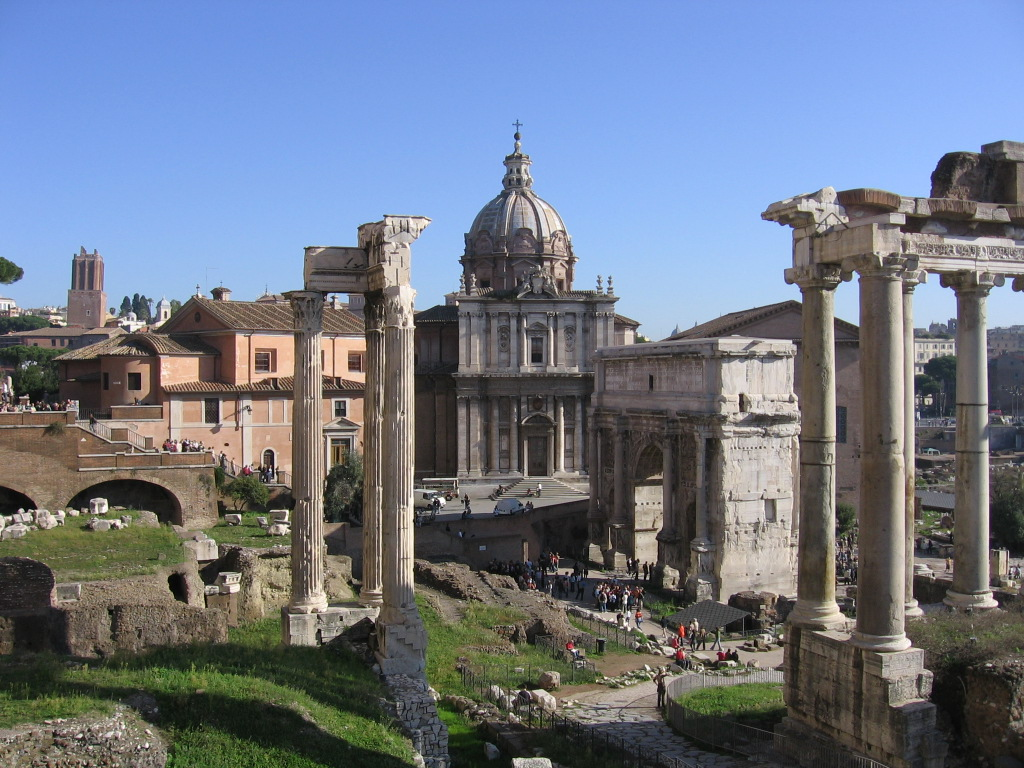
Am linken Bildrand: Das Podium des Concordiatempels

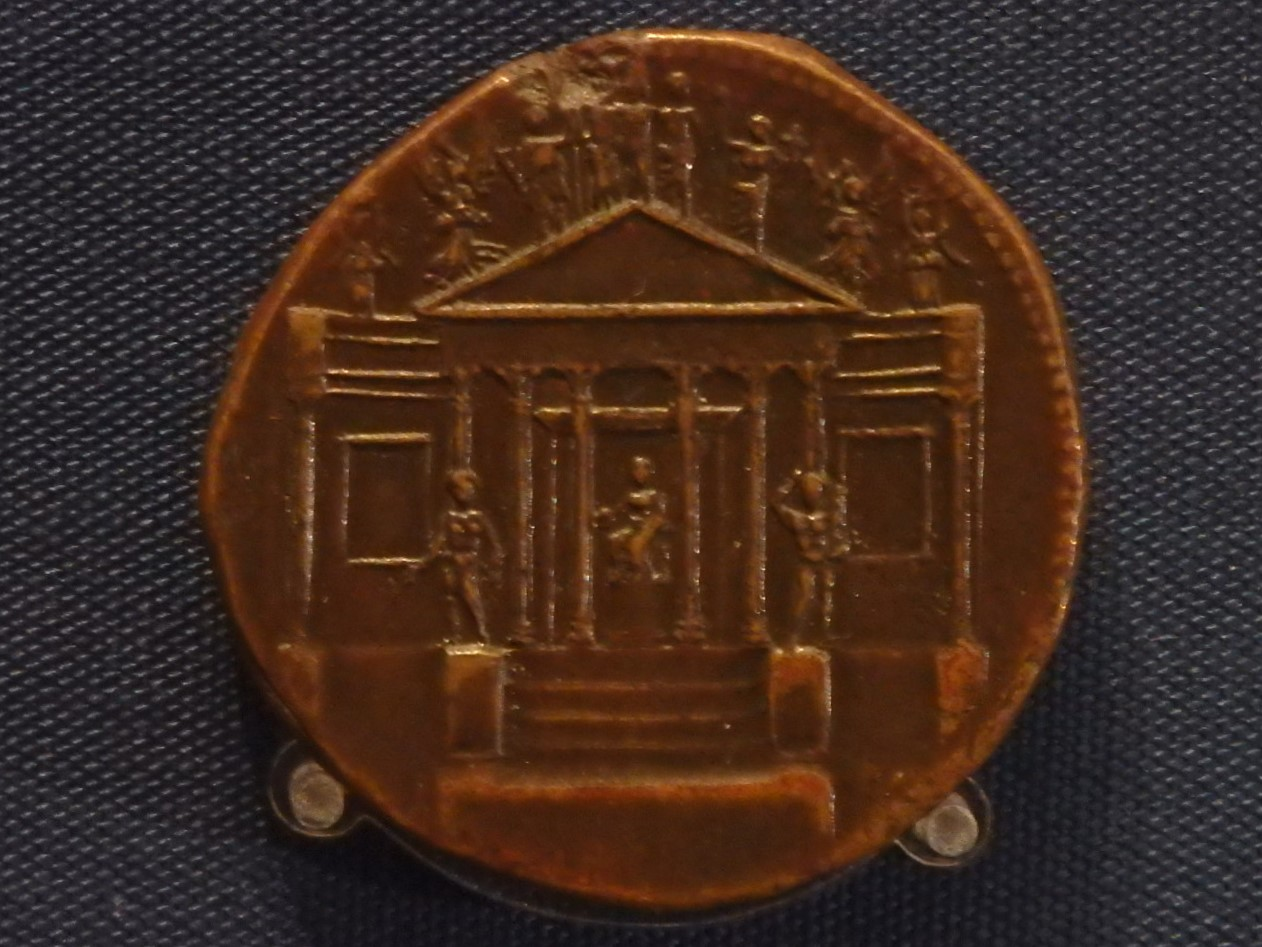
Concordiatempel auf Sesterz Kaisers Tiberius’

Der Concordiatempel in Rom befindet sich auf der westlichen Schmalseite des Forum Romanum neben dem Tempel des Vespasian.
Die Gründung des Concordiatempels soll auf Marcus Furius Camillus zurückgehen: Als Tempel der Eintracht (lateinisch: concordia) sollte er das Ende der Ständekämpfe zwischen den Patriziern und den Plebejern symbolisieren. Diese Auseinandersetzungen, die in dem berühmten Auszug der Plebejer aus der Stadt auf den Aventin gegipfelt hatten, wurden 367 v. Chr. mit den Gesetzen des Lucius Sextius Lateranus und des Gaius Licinius Stolo abgeschlossen. Ergebnis war die weitgehende politische Gleichberechtigung der beiden Stände. Lediglich bestimmte Priesterämter sollten den Plebejern aus kultischen Gründen verschlossen bleiben. Baureste aus dieser frühen Phase sind nicht erhalten.

## Geschichte
Im Jahr 121 v. Chr. hatte der römische Konsul Lucius Opimius den Concordiatempel zusammen mit der Basilica Opimia nach dem Tod des Gaius Gracchus und vieler seiner anderen Anhänger neu errichten lassen. Der Tempel erhob sich zwar an der gleichen Stelle wie sein augusteischer Nachfolgebau am westlichen Ende des Forum Romanum, muss aber eine abweichende Grundrissgestaltung gehabt haben, da ihn Vitruv (IV 8,4) bei der Auflistung vergleichbarer Tempel nicht erwähnt. Der Tempel des L. Opimius war als einer der ersten aus dem neu erschlossenen römischen Travertin als Baumaterial errichtet worden. Den wenigen Fragmenten von erhaltenen Baugliedern nach zu urteilen, war der Tempel korinthischer Ordnung.
Während der Republik tagte zeitweise hier der Senat und Marcus Tullius Cicero hielt seine berühmte vierte Rede gegen Catilina im Bau des Opimius.
Im Jahr 7 v. Chr. gelobte der spätere Kaiser Tiberius einen Neubau des Tempels. Doch erst 10 n. Chr. wurde der Tempel geweiht, nicht aber mehr der republikanischen Concordia galt die Weihung, sondern der Concordia Augusta.
Der Bau hatte eine breit gelagerte Cella von 45 Meter Breite und nur 24 Meter Tiefe. Diesem breitrechteckigen Raum war eine etwa ebenso tiefe, aber nur knapp 30 Meter breite Vorhalle vorgelagert, die aus 6 × 3 Säulen gebildet wurde. Nach Ausweis von Münzdarstellungen waren die Säulen korinthischer Ordnung, erhalten sind aber nur unbedeutende Kannelurenfragmente. Vom Gebälk hingegen sind Reste eines 3-Faszien-Architravs sowie des überaus reich dekorierten Konsolengeisons und der Sima nachgewiesen. Seitlich der Vorhalle besaß die Cella Fenster, die nicht nur über die Münzdarstellungen erschlossen wurden, deren Fragmente vielmehr im archäologischen Befund nachgewiesen werden konnten.
Die Cella war aufwendig gestaltet. Hohe Podien mit mittig angeordneten, verkröpften Ädikulapodesten begleiteten die Schmal- und Rückwände. Die auf den Podien befindlichen Säulenstellungen gliederten die Wände und waren in den Zentren Bestandteil der verkröpften Ädikulen. Buntmarmore wie Cipollino, Giallo Antico, Pavonazzetto dienten als Verkleidung der Podiumswände, wurden aber auch für die Säulenschäfte benutzt, die zusätzlich aus Porta Santa bestehen konnten. Basen und Kapitelle waren hingegen aus weißem Carrara-Marmor. Die korinthischen Kapitelle besaßen statt der übliche Voluten Widder-Darstellungen, die aus den Blattkränzen sprangen und die Abakusecken stützten.
Zahlreich waren die Kunstwerke, die Tiberius in den Tempel stiftete. Eine Aufzählung derselben ist bei Plinius dem Älteren überliefert.
Heute ist vom Tempel mit Ausnahme des Podiums nichts mehr erhalten. Selbst das Podium ist zum Teil unter einer Treppe, die zum Kapitol hinaufführt.